# Eisenbahn-Unfallkasse

Logo der Eisenbahn-Unfallkasse

Die Eisenbahn-Unfallkasse (EUK) war von 1994 bis 2014 als Unfallkasse für die gesetzliche Unfallversicherung der Beschäftigten der Deutschen Bahn AG, der meisten inländischen Tochterunternehmen und des Bundeseisenbahnvermögens zuständig. Die EUK war eine Körperschaft des öffentlichen Rechts und hatte ihren Hauptsitz in Frankfurt am Main. 
Vorgängereinrichtung war die Bundesbahn-Ausführungsbehörde für Unfallversicherung (BUVB).
Die Eisenbahn-Unfallkasse und die Unfallkasse des Bundes fusionierten am 1. Januar 2015 zur neuen Unfallversicherung Bund und Bahn (UVB). Der neue Träger ist mit der Hauptverwaltung in Wilhelmshaven und Frankfurt sowie an neun weiteren Standorten tätig.

## Versicherte
Versichert waren sämtliche Beschäftigte (z. B. ehrenamtliche Mitarbeiter, Auszubildende, Arbeiter, Angestellte, Beamte) folgender Unternehmen und Behörden:
- Deutsche Bahn AG und einiger Tochterunternehmen,
- Bundeseisenbahnvermögen,
- Bahnversicherungsträger (Bahn-Betriebskrankenkasse und Krankenversorgung der Bundesbahnbeamten)

Hierzu zählten auch betriebliche Sozial- und Selbsthilfeeinrichtungen der DB:
- Stiftung Bahn-Sozialwerk
- Bahn-Hausbrandversorgung
- Stiftung Eisenbahn-Waisenhort
- Bahn-Landwirtschaft
- Eisenbahner-Sportvereine und der Verband der Eisenbahner-Sportvereine
- Bahn-Zentralstelle gegen die Alkoholgefahren
- Eisenbahner-Baugenossenschaften
- Sparda-Banken und der Verband der Sparda-Banken
- Beschäftigte in öffentlichen Magnetschwebebahnunternehmen

## Leistungen
Die Unfallkasse leistete präventive Gesundheitsaufklärung und trug die Kosten für Arbeitsunfälle, Wegeunfälle und Berufskrankheiten. Hierzu zählten Heilbehandlungen zur medizinischen Rehabilitation, Leistungen zur Teilhabe am Arbeitsleben (Berufliche Rehabilitation) und Leistungen zur Teilhabe am Leben in der Gemeinschaft sowie bei Pflegebedürftigkeit (Soziale Rehabilitation).